# Lars Lindström (journalist)
Lars Lindström, född 1956 i Skellefteå, är en svensk journalist. 

## Biografi
Lindström inledde sin bana som reporter, redigerare och popredaktör i tidningen Norra Västerbotten. Han medverkade också i musiktidningarna Larm och Schlager. År 1980 grundade Lindström tillsammans med journalisten och musikern Maria Lundström kulturföreningen Morgan som drev rockklubb i Skellefteå.
Tillsammans med Petter Karlsson skrev Lindström 1997 manus till en krogshow med Mary Wilson från The Supremes och den svenske sångaren Tommy Nilsson.
En av hans kolumner i Expressen blev 2015 repliker i teaterpjäsen Kvinnor över 40 – vad ska man med dem till? av Malin Lagerlöf och Eva Dahlman
Som ett bokslut över tiden som nöjesjournalist utgav han 1999 boken Krönikor – ett 90-tal och 2018 gav han ut sin andra bok Allt jag kan om livet.
Lindström var  verksam vid Expressen mellan 1986 och 2022. Han har varit nöjeskrönikör, chef för tidningens nöjesredaktion och under flera år korrespondent i New York och Los Angeles, för att senare övergå till att vara verksam som reporter och krönikör.

### Antologier
- Kent: Texter om Sveriges största rockband (medverkan i antologi, Reverb, 2007) ISBN 978-91-85697-02-1
- Håkan Hellström: Texter om ett popfenomen (medverkan i antologi, Reverb, 2008) ISBN 978-91-85697-06-9